# Connie Ho
Conformément à la coutume hongkongaise, le nom chinois est Ho Ka-lai et le nom occidental est Connie Ho.
Connie Ho Ka-lai (en chinois simplifié : 何嘉丽 ; chinois traditionnel : 何嘉麗 ; née le 23 novembre 1968) est une escrimeuse hongkongaise spécialisée dans l'épée.

## Biographie

### Jeunesse
Ho Ka-lai débute l'escrime à 13 ans lors d'un stage d'été organisé par la région dans laquelle elle habitait. L'entraîneur, interpelé par son potentiel, l'a encouragée à s'entraîner plus intensivement. A cette époque, ce sport était encore très peu connu à Hong Kong.
Elle s'entraîne au Jubilee Sports Center (actuel Institut des sports de Hong Kong (en)), d'abord au fleuret puis à l'épée à partir de 1990. Cette année marque globalement le début du développement de l'épée féminine sur l'île.

### Carrière
La première compétition mondiale de Ho correspond aux championnats du monde 1993 à Essen. Son résultat est assez décevant puisqu'elle n'atteint même pas la 90e place. Elle fait mieux l'année suivante lorsqu'elle participe aux championnats du Commonwealth de 1994 au Canada lors desquels elle obtient l'argent en individuel et le bronze par équipes avec Alice Yeung, Janice Tong, Cheung Suet Lai et Angela Chan.
Après deux années sans récompense majeure, Ho revient finalement sur la scène internationale au début des années 2000. Sa première et unique participation aux Jeux asiatiques, en 2002, manque d'être annulée à cause d'une rupture des ligaments croisés du genou gauche un an avant le déroulement de l'évènement. Elle ne pouvait alors même pas marcher mais grâce à une rééducation de quatre ou cinq mois, elle parvient à se remettre sur pied. Elle participe donc aux Jeux et obtient la médaille de bronze avec ses coéquipières Bjork Cheung, Yeung Chui Ling et Cheung Yi Nei.
Elle prend sa retraite sportive en 2003 mais continue à participer à quelques petites compétitions de temps en temps, dont deux premières places et une troisième place lors de compétitions nationales. En 2018-2019, elle participe à deux étapes de la coupe du monde vétéran 50, à Livourne (10e place) et au Caire (16e). Encore aujourd'hui, elle continue d'apparaître sur la scène sportive hongkongaise pour encourager les jeunes escrimeurs qu'elle considèree comme prometteurs.
Elle est engagée comme chef de projet chargée des loisirs et du sport au sein du bureau des affaires intérieures hongkongais en 2007. L'année suivante, elle est engagée comme présidente de l'association hongkongaises dédiée aux athlètes aveugles. Elle est également membre de la Hong Kong Elite Athletes Association (HKEAA)[Quand ?].

## Palmarès
- Championnats d'Asie
  -  Médaille d'argent en individuel aux championnats d'Asie 1997 à Nankin
  -  Médaille d'argent en individuel aux championnats d'Asie 1999 à Nankin
  -  Médaille de bronze par équipes aux championnats d'Asie 1995 à Séoul
  -  Médaille de bronze par équipes aux championnats d'Asie 1997 à Nankin
  -  Médaille de bronze par équipes aux championnats d'Asie 2001 à Bangkok[8]

- Jeux asiatiques
  -  Médaille de bronze par équipes aux Jeux asiatiques de 2002 à Pusan

- Championnats du Commonwealth
  -  Médaille d'argent en individuel aux championnats du Commonwealth 1994 à Whistler
  -  Médaille de bronze par équipes aux championnats du Commonwealth 1994 à Whistler